# Motorola Xoom
Motorola Xoom este o tabletă bazată pe Android de către Motorola, prezentată la CES 2011 pe 5 ianuarie 2011. A fost prima tabletă care a fost vândută cu Android 3.0 Honeycomb . Xoom⁠(d), marca Verizon a fost prima tabletă care rulează Android 3.0. Motorola Xoom a trecut prin FCC⁠(d) pe 10 februarie 2011, cu doar 14 zile înainte de lansare. Versiunea 3G a fost lansată pe 24 februarie 2011, iar versiunea Wi-Fi a fost lansată pe 27 martie 2011. A fost anunțat concomitent cu alte trei produse: Motorola Atrix, Motorola Droid Bionic și Motorola Cliq 2. CNET a numit-o „Cel mai bun din CES 2011".
Succesorul său, Xoom 2 din Marea Britanie, a fost anunțat în octombrie 2011 și lansat în noiembrie. 